# Marie Louise Lebesgue
Pour les articles homonymes, voir Lebesgue.
Marie Louise Lebesgue, née le 23 mai 1856 à Château-Thierry et morte le 14 février 1928 à Paris, est une peintre française.

## Biographie
Marie Louise Delbarre est la fille de Pierre Jean Delbarre, homme de lettres, et de Marie Eugénie Harmand.
Élève de Pierre Bourgogne et de Gabriel Édouard Thurner, elle expose au Salon à partir de 1888.
Son œuvre très divers est composé de pastels, de gouaches, de cuirs d'art, d'éventails…
En 1891, elle épouse Pierre Eugène Marie Saint-Ange Lebesgue.
Elle expose régulièrement au salon de l'Union des femmes peintres et sculpteurs où elle remporte le prix d'art décoratif en 1906.
Elle meurt à l'âge de 71 ans à son domicile de la rue Cassette. Elle est inhumée au cimetière du Montparnasse.